# Coursetia hypoleuca
Coursetia hypoleuca es una especie de árbol o arbusto leguminoso en la familia Fabaceae. Es endémica de Argentina y de Bolivia.
Está amenazada por pérdida de hábitat.

## Taxonomía
Coursetia hypoleuca fue descrita por (Speg.) Lavin y publicado en Advances in Legume Systematics. Part 3.: 63. 1987.
Sinonimia
- Chiovendaea hypoleuca Speg. basónimo
- Poissonia hypoleuca (Speg.) Lillo
- Poissonia hypoleuca (Speg.) Hauman[3]